# Fredrik Axel von Fersen
Pour les articles homonymes, voir Fersen.
Le comte Fredrik Axel von Fersen (5 avril 1719 Stockholm-24 avril 1794) est un homme politique suédois, qui dirige le Parti des chapeaux. Il est l'époux de Catherine de La Gardie et le père du comte Axel de Fersen, de la comtesse Piper et de la comtesse Klinckowström.

## Biographie
Feld-maréchal suédois, d'une famille illustre de Livonie, il se distingue dans les diètes de la Suède par son éloquence et son désintéressement et est trois fois élu président du corps de la noblesse. Il se montre toujours opposé au parti de la cour. En 1756, il fait condamner à mort le comte de Brahé, ainsi que plusieurs autres seigneurs qui voulaient faire une révolution en faveur du roi. Il perd toute influence sous Gustave III de Suède. 

## Source
Cet article comprend des extraits du Dictionnaire Bouillet. Il est possible de supprimer cette indication, si le texte reflète le savoir actuel sur ce thème, si les sources sont citées, s'il satisfait aux exigences linguistiques actuelles et s'il ne contient pas de propos qui vont à l'encontre des règles de neutralité de Wikipédia.